# Pimpinella tomentosa
Pimpinella tomentosa är en flockblommig växtart som beskrevs av Adolf Engler. Pimpinella tomentosa ingår i släktet bockrötter, och familjen flockblommiga växter. Inga underarter finns listade i Catalogue of Life.